# Центральна міська бібліотека ім. Т. Г. Шевченка (Кам'янське)
Центральна міська бібліотека імені Т. Г. Шевченка Кам'янської міської централізованої бібліотечної системи  — одна з найстаріших культурно — просвітницьких установ м. Кам'янське. Це головна книгозбірня міста з універсальним бібліотечним фондом, центр культурного і духовного спілкування, методичний та координаційний центр для бібліотек всіх систем і відомств.

## Заснування бібліотеки
Бібліотека заснована у 1934 ріці. На день відкриття в її фондах нараховувалось 20 000 книг та 63 назви газет і журналів. У першій рік бібліотеку відвідувало 13 000 читачів, яких обслуговувало 4 бібліотекаря.

## Історичні періоди розвитку бібліотеки

### Радянські часи
- 1939 рік — бібліотеці присвоєно ім'я Т. Г. Шевченка;
- 1941 рік — евакуація найбільш цінної частини фондів у тил, решта була схована у підвалах бібліотеки;
- 1943 рік — визволення міста Дніпродзержинськ, відновлення фондів бібліотеки завідувачкою бібліотеки Кірдан К. І. зі співпрацівниками;
- 1952 рік — бібліотека отримала нове приміщення по вул. Сировця, 14;
- 1953 рік — організований літературний гурток, що згодом був трансформований у Міське літературне об'єднання;
- 1979 рік — після створення Централізованої бібліотечної системи Мінкультури, бібліотека ім. Т. Г. Шевченка одержує статус центральної і стає організаційним і методичним центром для бібліотек всіх систем та відомств міста.

### Роки незалежності
- 2002 рік — бібліотека вперше узяла участь у 9-й міжнародній конференції «Бібліотеки, що змінюються» (Євпаторія);
- 2003 рік — перемога у всеукраїнському конкурсі на найкращу презентацію Інтернет-центрів, участь у 10-й міжнародній конференції «Бібліотеки, що змінюються»
- 2005 рік — засновано молодіжний літературно-мистецький клуб для обдарованої молоді «Віварт». В рамках проекту:
  - створення видавничої серії «Віварт», вихід першого номера літературно-мистецького альманаху «Віварт», та книг Юлії Купіч «Зоряна пектораль», Влади Матвєевої «Жемчужина» (2006 рік);
  - вихід другого номера літературно-мистецького альманаху «Віварт» (2007 рік);
  - відкриття сайту клубу «Віварт» (2009 рік);
  - загальноміський літературно-художній конкурс «Віварт» (в 2012 році було проведено 4-й конкурс);
- 2006 рік — впровадження краєзнавчої комплексної програми «Подивимось на місто з любов'ю». В рамках проекту — вихід книги «Подивимось на місто з любов'ю» (2007 рік).
- 2008 рік — відкриття краєзнавчого товариства «Кам'янське-Дніпродзержинськ»;
- 2009 рік — відкриття клубу колекціонерів «Багатель», працює громадська юридична приймальня, лекторій «Психологія здоров'я»;
- 2011 рік — Участь у всеукраїнському фестивалю української книги у Феодосії, запровадження рекламно-просвітницької акції «Бібліотечне безсоння: ніч у бібліотеці», Відкриття клубу інтелектуального кіно, участь в обласній науково-практичної конференції «Співпраця з місцевими громадами»;
- 2012 рік — Участь в 2-му Міжнародному ярмарку «Сучасна бібліотека».

## Бібліотека сьогодні
Сьогодні бібліотечний фонд налічує понад 92 тисячі книг і періодичних видань за всіма галузями знань, бібліотека отримує бл. 4000 нових надходжень на рік.
Найбільший фонд зберігання літератури про місто (Газети «Знамя Дзержинки», «Дзержинець» з 1953 року).
Бібліотека облаштована комп'ютерами, має інтернет, зручності для відвідувачів з дітьми. Працюють читацькі клуби:
- Молодіжний літературно-мистецький клуб «Віварт»;
- «Клуб інтелектуального кіно»;
- Краєзнавче товариство «Кам'янське — Дніпродзержинськ»;
- Тінейджерський клуб «Вибір».

Бібліотека регулярно проводить виставки, бере участь у фахових конференціях.

## Відділи бібліотеки
1. Відділ комплектування та обробки літератури
  - Здійснює:
    - Моделювання, комплектування, обмін, обробку документів.

  - Організує:
    - Збереження та використання бібліотечного фонду.

  - Забезпечує:
    - Розкриття єдиного фонду ЦБС через систему каталогів, з метою надання користувачам повної інформації з різних галузей знань.

  - Штат відділу — 2 бібліотекарі
2. Методичний відділ
  - Організує і надає
    - методичну, консультативну та практичну допомогу з питань розвитку бібліотечної справи та безперервної бібліотечної освіти;

  - Запроваджує
    - інноваційний досвід в практику роботи бібліотек міста

  - Видає
    - методичні рекомендації з актуальних питань бібліотечної роботи

  - Підтримує
    - творчі зв'язки з бібліотечними закладами міста з метою спілкування та подальшого ділового співробітництва

  - Застосовує
    - функції інтегратора діяльності всіх публічних бібліотек міста.

  - Принципи:
    - відсутність директивності;
    - надання права вибору рекомендацій;
    - запрошення до добровільної співпраці в межах того чи іншого проекту, експерименту.

  - Штат — 1 методист
3. Інтернет-Центр
4. Юнацький відділ
5. Відділ електронної та бібліографічної інформації
6. Читальний зал
7. Абонемент

## Участь у проектах та програмах
- участь у проекті міжнародного фонду «Відродження» (1999 рік — бібліотека отримала річну підписку на 30 періодичних видань);
- участь у мегапроекті "Пушкінська бібліотека " (2000 рік — бібліотека отримала понад 2000 нових книг);
- грант Посольства США «Інтернет в публічних бібліотеках» (2001 рік — було відкрито Інтернет-центр);
- гранти програми «Бібліоміст»: реалізація "проекту «Дружній Інтернет для літніх» (2010 рік), «Надання нових бібліотечних послуг за допомогою Інтернет» (2011 рік — відкриття 4-х Інтернет-центрів в бібліотеках міста), «Лідер бібліотечної справи» (2011 рік)

## Працівники бібліотеки
Директором бібліотеки є Денисюк Лариса Анатоліївна. Станом на початок 2013 року бібліотека налічувала 18 працівників.

## Працівники, які зробили найбільший внесок у розвиток бібліотеки
- Кірдан К. І. — завідувачка 1943—1946, відновлення фондів у повоєнні часи
- Парасотка Поліна Опанасівна — завідувачка, яка очолювала колектив бібліотеки 22 роки з 1946 року.
- Герасюта Тетяна Іванівна кавалер Ордена княгині Ольги III ступеня